# Václav Korelus
Vaclav Korelus né le 27 octobre 1921 est un arbitre tchécoslovaque de football des années 1950 et 1960.

## Carrière
Vaclav Korelus a officié dans une compétition majeure : 
- JO 1964 (1 match)